# 前田憲二
前田 憲二（まえだ けんじ、1935年12月5日 - ）は、日本の映画監督、民俗研究者。NPO法人ハヌルハウス代表。大阪府出身。

## 人物
1960年代後半より日本や朝鮮半島の祭事を研究し映画を製作しており、テレビも含め260本ほどのドキュメンタリーを制作した。1992年～2003年まで学習院大学東洋文化研究所アジア文化研究プロジェクト運営委員。2001年10月、韓国政府より玉冠文化勲章を授与された。

## 作品

### 監督作品
- おきなわ戦の図　命どう宝（前田プロ 1984）
- 土佐の泥繪師 繪金（前田プロ 1986）
- 神々の履歴書（神々の履歴書製作委員会 1988）
- 古代史探訪（前田プロ 1990）
- 土俗の乱声（前田プロ 1991）
- 鉄と伽耶の大王たち（前田プロ 1992）
- 恨〜芸能曼荼羅（映像ハヌル 1996）
- 百萬人の身世鈴 （映像ハヌル 2000）
- 月下の侵略者―文禄・慶長の役と耳塚（映像ハヌル 2009）
- 東学農民革命 唐辛子とライフル銃（映像ハヌル 2016）

### 著書
- 日本のまつり〜どろんこ取材記（造形社 1975）
- 渡来のまつり・渡来の芸能 - 朝鮮半島を追う（岩波書店 2003）
- 韓国併合100年の現在 共著・和田春樹、高秀美（東方出版 2010）
- 渡来の原郷―白山・巫女・秦氏の謎を追って 共著・前田速夫、川上隆志（現代書館 2010）
- 祭祀と異界（現代書館  2015）

### その他
- 写真集 映画監督・前田憲二 二十一世紀の語りべと仲間たち（クリエイティブアートとまと 2002）

## 関連人物
- 池田昌子　- 「月下の侵略者」ナレーター。
- 伊福部昭　- 「土俗の乱声」音楽を担当。「神々の履歴書」出演。
- 今井重幸　- 「おきなわ戦の図」「土佐の泥繪師 繪金」「恨〜芸能曼荼羅」音楽を担当。
- 上田正昭　- 「神々の履歴書」出演。
- 岡本太郎　- 「神々の履歴書」題字（タイトルロゴ）デザイン。
- 日下武史　- 「神々の履歴書」ナレーター。
- 久米明　- 「土俗の乱声」ナレーター。
- 丸木位里　- 「土佐の泥繪師 繪金」題字（タイトルロゴ）デザイン。「おきなわ戦の図」出演。
- 丸木俊　- 「神々の履歴書」ポスター絵画デザイン。「おきなわ戦の図」出演。
- 三國連太郎　- 「土佐の泥繪師 繪金」ナレーター。